# رعاية طويلة الأجل

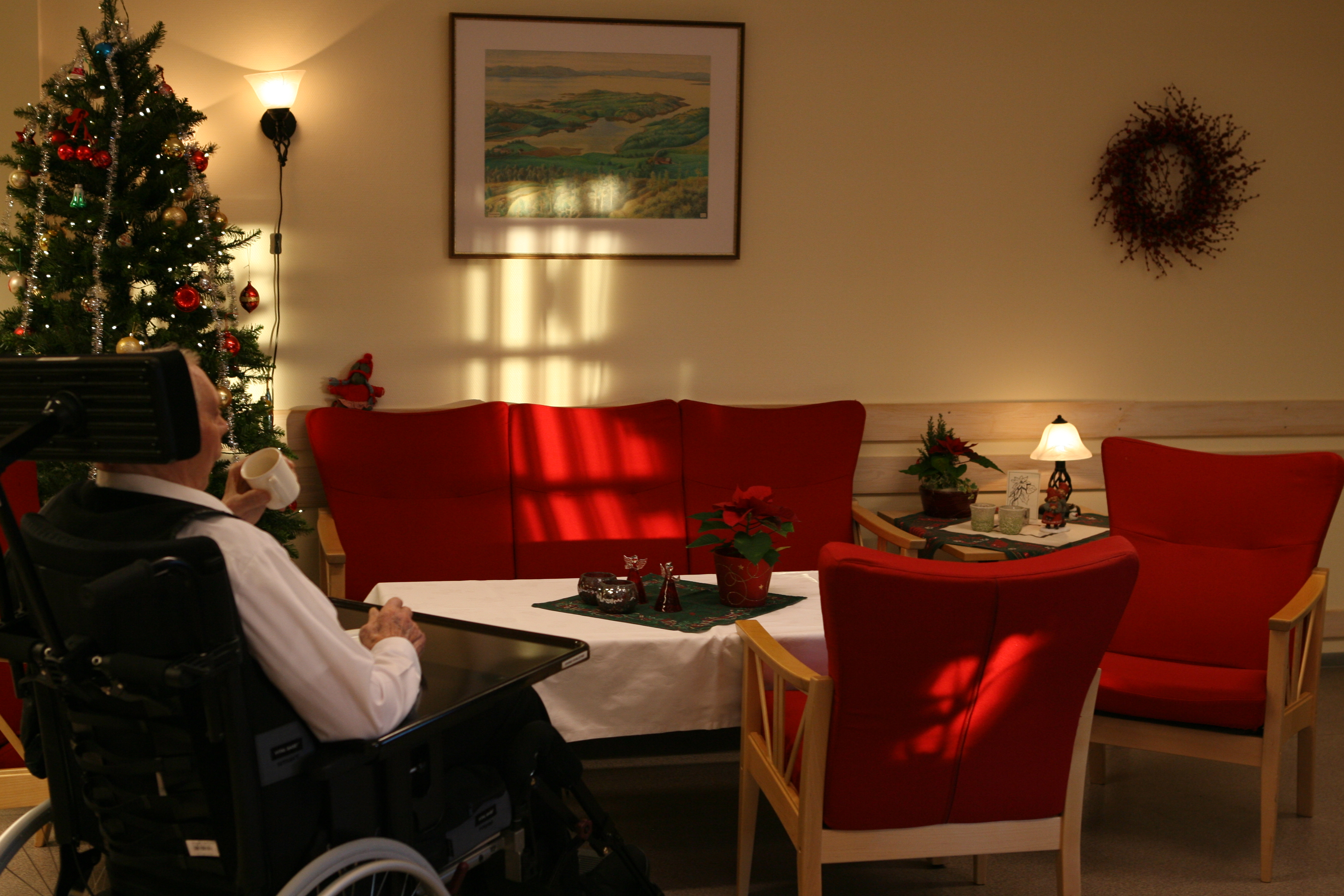

الرعاية طويلة الأجل أو الرعاية المديدة هي مجموعة متنوعة من الخدمات التي تساعد على تلبية الاحتياجات الطبية وغير الطبية للأشخاص الذين يعانون من مرض مزمن أو إعاقة، أوهؤلاء الذين لا يستطيعون رعاية أنفسهم لفترات طويلة. تركز الرعاية طويلة الأجل على الخدمات الفردية والمنسقة التي تعزز الاستقلال، وتحسين جودة حياة المرضى، وتلبية احتياجات المرضى على مدى فترة زمنية كبيرة.
من الشائع أن تُوفر الرعاية طويلة الأجل الرعاية الاحتجازية وغير الماهرة، مثل المساعدة في الأنشطة اليومية العادية مثل ارتداء الملابس، والتغذية، واستخدام الحمام. وتتطلب الرعاية طويلة الأجل على نحو متزايد توفير مستوى من الرعاية الطبية يتطلب خبرة الممارسين المهرة لمعالجة الحالات المزمنة المتعددة المرتبطة بالسكان الأكبر سنًا. يمكن تقديم الرعاية طويلة الأجل في المنزل أو في المجتمع أو في مرافق المعيشة أو في دور رعاية المسنين. وقد يحتاج الأشخاص من أي عمر إلى الرعاية طويلة الأجل، على الرغم من كونها أكثر شيوعًا بين كبار السن.

## أنواع الرعاية طويلة الأجل
يمكن تقديم الرعاية طويلة الأجل بشكل رسمي أو غير رسمي. توفر المرافق التي تقدم خدمات الرعاية طويلة الأجل الرسمية سكنًا للأشخاص الذين يحتاجون إلى تقديم الرعاية تحت إشراف على مدار الساعة، بما في ذلك الخدمات الصحية المهنية والعناية الشخصية والخدمات مثل الوجبات وغسيل الملابس والتدبير المنزلي. وقد تحمل هذه المرافق أسماءًا مختلفة، مثل دار رعاية المسنين، ومرفق الرعاية الشخصية، ومرافق الرعاية السكنية المستمر، إلخ.. ويتم تشغيلها من قبل مزودين مختلفين.
في حين طلبت منظمات الرعاية طويلة الأجل من حكومة الولايات المتحدة عدم الجمع بين الصحة والرعاية الشخصية والخدمات (مثل تقديم الوجبات والغسيل والتدبير المنزلي) في منشآت كبيرة، تواصل الحكومة بدلا من ذلك اعتبار تلك الخدمة هي الاستخدام الأساسي لأموال دافعي الضرائب. وقد تَحقق نجاح أكبر في مجالات مثل الإسكان المدعوم الذي قد يستمر في استخدام مجمعات أو مبان سكنية قديمة، أو ربما كان جزءًا من المبادرات الجديدة للدولة الفيدرالية في العقد الأول من القرن الحالي.
يمكن أن تتضمن الرعاية طويلة الأجل المقدّمة في المنزل، والمعروفة أيضًا باسم الرعاية الصحية المنزلية، مجموعة كبيرة من الخدمات السريرية (مثل التمريض، والعلاج الدوائي، والعلاج الطبيعي والأنشطة الأخرى مثل البناء المادي (مثل تركيب المصاعد الهيدروليكية، وتجديد الحمامات والمطابخ)). عادةً ما يتم طلب هذه الخدمات من قبل الطبيب أو غيره من المهنيين. يمكن تغطية بعض تكاليف هذه الخدمات عن طريق التأمين الصحي أو تأمين الرعاية طويل الأجل اعتمادًا على البلد وطبيعة نظام الرعاية الصحية والاجتماعية.
تشمل الأشكال الحديثة للخدمات والدعم طويل الأجل التي تسددها الحكومة، خدمات شخصية موجهة من قبل المستخدم، وخيارات مُوجهة للأسرة، وخدمات معيشة مستقلة، واستشارات منافع، وخدمات مرافق الصحة العقلية، وتعليم الأسر، وحتى الدعوة الذاتية والتوظيف وأمور أخرى عديدة. يومكن توفير الخدمات المنزلية من قبل أفراد آخرين غير الممرضين والمعالجين، الذين لا يقومون بتركيب المصاعد، وينتمون إلى أنظمة دعم وخدمات طويلة الأجل في الولايات المتحدة.
تُعتبر الرعاية المنزلية غير الرسمية طويلة الأجل هي الرعاية والدعم المقدم من أفراد الأسرة والأصدقاء وغيرهم من المتطوعين بشكل تطوعي غير مدفوعي الأجر. وتشير التقديرات إلى أن 90 ٪ من جميع الرعاية المنزلية تُقدم بشكل غير رسمي من قبل أحد الأحباء بدون تعويض. وفي عام 2015، سعت بعض العائلات للحصول على تعويض من حكومتها من أجل تقديم الرعاية.

## الخدمات والدعم على المدى الطويل
«الخدمات والدعم على المدى الطويل» (LTSS) هو المصطلح الحديث للخدمات المجتمعية، والتي قد تحصل على تمويل الرعاية الصحية (على سبيل المثال، خدمات التنازل عن المعونة الطبية الخاصة بالمنزل والمجتمع)، وقد تقع أو لا تقع تحت إدارة النظام الطبي في المستشفى التقليدي (مثل الأطباء والممرضات).
أشار اتحاد المواطنين ذوي الإعاقة (CCD) الذي يعمل مع كونغرس الولايات المتحدة، إلى أنه يتم تقديم العديد من الخدمات غير الحادة طويلة الأجل لمساعدة الأفراد على العيش والمشاركة في المجتمع في الوقت نفسه الذي تُقدم فيه المستشفيات الرعاية العاجلة. ومن الأمثلة على ذلك الشعار الدولي للمجموعة، وهو المجتمع المحلي للمعيشة وإلغاء المؤسسات، وتنوع الخدمات الداعمة (مثل السكن المدعوم، والعمالة المدعومة، والمعيشة المدعومة، ودعم الأُبوة، ودعم الأسرة، والتعليم المدعوم).
ينتشر هذا المصطلح أيضًا بشكل شائع مع مجموعات التقادم، مثل الرابطة الأمريكية للمتقاعدين (AARP)، والتي تقدم سنويًا بالولايات الأمريكية العديد من خدمات كبار السن (على سبيل المثال، مرافق الرعاية المتوسطة، والمعيشة المساعدة، والوجبات التي يتم توصيلها إلى المنازل). تتم مناقشة الخدمات والدعم على المدى الطويل بشكل متعمق في الإدارة العامة لإدارة خدمات المجتمع في الولايات المتحدة (راسينو، مخطوطة 2012) تتضمن قوة الدعم الأمريكية الجديدة الدعم الفني المباشر، والذي غير هادفة للربح إلى حد كبير أو للربح، والقوى العاملة الحكومية، وغالبا ما يتم اتحادها، في المجتمعات المحلية في الولايات المتحدة. تم تحديد الكفاءات الأساسية (Racino-Lakin، 1988) في واجهة الدولة الفيدرالية للمساعدين «في المؤسسات والمجتمعات» في حالات الإعاقة العمرية والجسدية، والإعاقات الذهنية والتنموية، والصحة السلوكية («الصحة النفسية») في عام 2013.
تلقى الرئيس باراك أوباما، ورئيس مجلس النواب الأمريكي جون بوينر، وزعيمة الأقلية نانسي بيلوسي، وزعيم الأغلبية هاري ريد، وزعيم الأقلية ميتش ماكونيل، نسخًا من لجنة مجلس الشيوخ الأمريكي المعنية بالرعاية طويلة الأجل بشأن «قضايا تقديم الخدمات والقوى العاملة والتمويل التي واجهت تحديات صانعي السياسات لعقود»(تشيرنوف ووروشوسكي، 2013). وتتطلع اللجنة الجديدة إلى «نموذج تمويل شامل يوازن بين التمويل الخاص والعام لضمان النفقات الكارثية، وتشجيع المدخرات والتأمين من أجل تكاليف خدمات LTSS (طويلة الأجل وتكاليف الدعم) الفورية، وتوفير شبكة أمان لمن لا يملكون الموارد».
تم وصف القوى العاملة بالرعاية المباشرة التي تصورها MDs (الأطباء، التي أعدتها مدرسة الطب، والتي تم ترخيصها لاحقًا للممارسة) في أمريكا (الذين لم يطوروا أنظمة خدمة المجتمع، وقدموا أدوارًا مختلفة ذات قيمة داخلها) في عام 2013 على النحو التالي: مساعدو الرعاية (20٪) ومساعدو الصحة المنزلية (23٪) ومساعدو التمريض (37٪) ومقدمو الخدمات المستقلون (20٪) (ص 10). لدى الولايات المتحدة أنظمة رعاية صحية مختلفة ومتنافسة، وقد تبنت المستشفيات نموذجًا لنقل «أموال المجتمع إلى المستشفى». بالإضافة إلى ذلك، تشير «دراسات المستشفيات» إلى M-LTSS (خدمات الرعاية طويلة الأجل المدارة) باعتبارها خدمات قابلة للفوترة. وبالإضافة إلى ذلك، شكل إعداد العاملين في مجال الصحة المتحالفة الجزء الأكبر من الإعداد في مراكز متخصصة في العلوم والإعاقة تدعم نظريًا وعمليًا خدمات المساعدة الشخصية الحديثة عبر المجموعات السكانية (ليتفاك وراسينو، 1999) و «تدار» السلوكية الرعاية الصحية «كمجموعة فرعية من» خدمات الصحة النفسية.
تم تطوير تشريعات وخدمات الدعم طويلة الأجل (LTSS)، وكذلك الخدمات المجتمعية والموظفين، لتلبية احتياجات «الأفراد ذوي الإعاقة» الذين تم التقاضي بشأنهم ضد حكومات الولايات، وفي كثير من الحالات، كان عليهم تقديم تقارير منتظمة حول تطوير نظام مجتمعي. تحمل هذه الخدمات في الأصل خدمات أساسية مثل إعادة التأهيل أو التأهيل المهني والسكني، والرعاية الأسرية أو رعاية الأسرة الحاضنة، ومرافق الرعاية الوسيطة الصغيرة، «المنازل الجماعية»، وبعد ذلك دعم التوظيف، والعيادات، دعم الأسرة، المعيشة الداعمة، والخدمات النهارية (سميث وراسينو، 1988 لحكومات الولايات المتحدة). كانت إدارات الدولة الأصلية تعاني من إعاقة ذهنية ونمائية، ومكاتب للصحة العقلية، تصنيفات رئيسية في أقسام الصحة في إصابات الدماغ للمجتمعات، وبعد ذلك، إدمان الكحول وإدمان المواد مكرسة وكالات الدولة.

## روابط خارجية
- California Partnership for Long-Term Care
- Long Term Care Medical Directors Association of Canada Canadian-based association of medical directors in the Long Term Care setting
- Cost of care calculator for UK residents
- American Association for Long Term Care Insurance